# 8 Spruce Street
A 8 Spruce Street, korábban Beekman Tower és New York by Gehry, egy 76 emeletes felhőkarcoló, amelyet Frank Gehry építész tervezett a Spruce Street 8. szám alatt Manhattan pénzügyi negyedében, New Yorkban.
A Spruce Street 8 a világ egyik legmagasabb lakótornya, és a nyugati féltekén a legmagasabb lakótorony volt a 2011. februári megnyitásakor. Az épületet a Forest City Ratner fejlesztette, a Frank Gehry Architects és a WSP Cantor Seinuk szerkezeti mérnökök tervezték, és Kreisler Borg Florman építette. Az Oktatási Minisztérium tulajdonában lévő állami általános iskola található benne. A torony e felett és az emeleti kiskereskedelmi szint fölött csak bérelhető lakóegységeket tartalmaz. A felhőkarcoló szerkezeti váza vasbetonból készült, és formai szempontból a dekonstruktivizmus építészeti stílusába illeszkedik akár az Aqua, a 8 Spruce után megkezdett, de a 8 Spruce előtt befejezett chicagói felhőkarcoló.

## Elhelyezkedés
A 8 Spruce Street a William és a Nassau utca között található, Alsó-Manhattan pénzügyi negyedében, a City Hall Parktól keletre, valamint a Pace Egyetemtől és a Brooklyn Bridge-től délre. Közvetlenül nyugatra található a 150 Nassau Street és a Morse Building (140 Nassau Street). A Spruce Street 8 építése előtt a telket a közvetlenül keletre fekvő NewYork-Presbyterian Lower Manhattan Kórház parkolójaként használták.

## Tervezés és használat

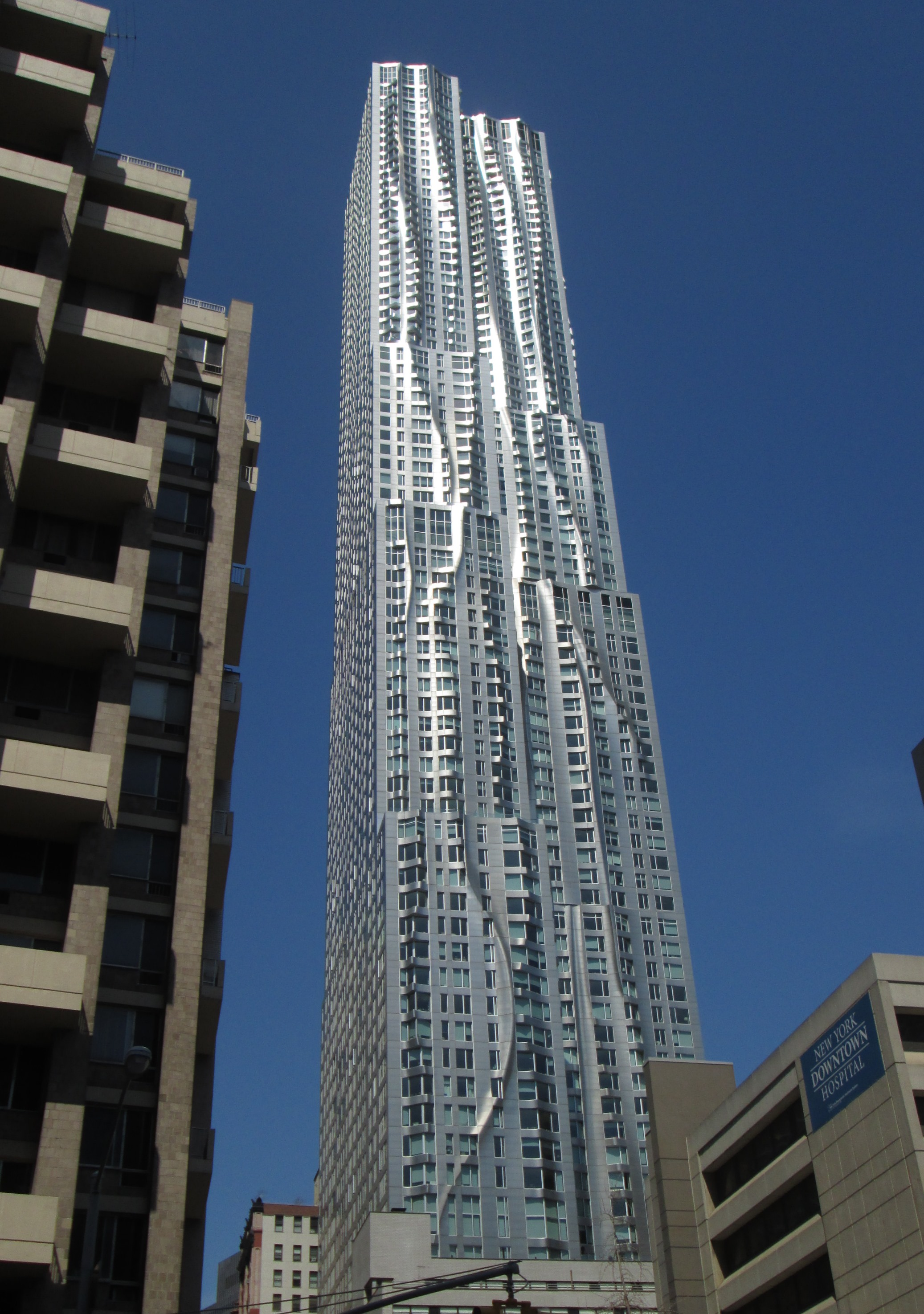
Ahogy a Gold Streetről látszik

### Iskola
Az iskola vörösesbarna téglával van burkolva, és ez épület első öt emeletén 100 000 négyzetláb (9300 m2) területet foglal el. Az iskola több mint 600 diákot fogad, akik az óvodai előkészítő osztályoktól a nyolcadik osztályig járnak ide. A negyedik emeleti tetőteraszon 5 000 négyzetláb (460 m²) szabadtéri játszótér található. 

### Apartmanok
Az általános iskola fölött egy 904 lakásos, rozsdamentes acéllal burkolt luxuslakótorony áll. A lakások 500 négyzetláb (46 m²) és 1 600 négyzetláb (150 m²) között mozognak, és stúdiókból, egy, két és három hálószobás lakásokból állnak. Minden egységlakás piaci árú, alacsony vagy mérsékelt jövedelemmel elérhető lakások nélkül. A lakások kizárólag bérelhetőek, egyik sem vásárolható meg.

### Kórház
Az épületben eredetileg a szomszédos New York Downtown Hospital kapott helyet. A kórháznak 25 000 négyzetláb (2300 m²) földalatti parkolót biztosítottak. Ezt soha nem használták. A 2016-os évtől kezdve egy kereskedelmi forgalomban üzemeltetett parkolóház.

## Fordítás
Ez a szócikk részben vagy egészben  a(z)   8 Spruce Street című angol Wikipédia-szócikk ezen változatának fordításán alapul.  Az eredeti cikk szerkesztőit annak laptörténete sorolja fel. Ez a jelzés csupán a megfogalmazás eredetét és a szerzői jogokat jelzi, nem szolgál a cikkben szereplő információk forrásmegjelöléseként.